# 琉球松
琉球松（學名：Pinus luchuensis）是松屬的一種植物，原產於琉球群島沿海地帶。它高15至25米，樹幹直徑約1米，它原本因棲息地喪失而瀕危，但二戰之後日本政府進行大規模栽培之後擺脫瀕危狀態。